# کامنیتسا (اوژیتسه)
کامنیتسا (به صربی: Kamenica) یک منطقهٔ مسکونی در صربستان است که در اوژیتسه واقع شده‌است.